# Paula Maxa
Marie-Thérèse Beau, coneguda artísticament com Paula Maxa (7 de desembre de 1898 – 23 de setembre de 1970), va ser una actriu de cinema i teatre i vedette francesa coneguda pels seus papers de dona assassinada, que va representar principalment en obres del Teatre del Grand Guignol entre 1917 i 1933.

## Trajectòria
Maxa va néixer el 7 de desembre de 1898. Va ser sobrenomenada la "Sarah Bernhardt de l'atzucac" i "la dona més assassinada del món"" per interpretar en 358 ocasions a dones que eren assassinades al cinema mut.
Era considerada per a aquesta mena de papers pel valor que els directors de cinema de l'època donaven a la seva habilitat per a simular el pànic i la histèria en el moment de l'assassinat, amb crits muts de terror i gestos excessius, i els seus ulls sortints.
A principis de la dècada de 1930, Maxa es va convertir en l'actriu principal del Grand Guignol Theatre del districte parisenc de Pigalle, creat per Oscar Méténier el 1897 sobre un convent d'arquitectura neogòtica, considerat un temple del grotesc i macabre que va arribar a inspirar cinema de terror de sèrie B. Al seu escenari, Maxa va representar durant dues dècades papers en els quals va ser assassinada més de 10.000 vegades a més d'interpretar escenes de violació en almenys 3 000 ocasions. Va actuar en gairebé totes les obres d'aquest teatre juntament amb l'actor francès Georges Paulais, conegut per la seva capacitat per a representar un ampli registre d'emocions així com de transmetre la monstruositat interior dels seus personatges, que podien ser tant víctimes com vilans.
Maxa va arribar a representar sobre les taules l'assassinat dels seus personatges en fins a 30.000 ocasions de més de 60 maneres diferents, que anaven des de l'estrangulació o la guillotina, passant pel seu enverinament, crucifixió, desmembrament, apunyalament, i, fins i tot, sent cremada, esbudellada o canibalizada en escena. Davant el seu encasellament en aquesta mena de papers, al final de la seva carrera Maxa va decidir no interpretar a més víctimes i canviar el registre a la comèdia teatral. A més, en 1933, es va convertir en la directora del Théâtre du Vice et de la Vertu de la rue de la Fontaine de París.
Maxa, que va ser repudiada per la seva família, va morir el 23 de setembre de 1970 sent enterrada en una fossa comuna.

## Al cinema
En 2018, Netflix va presentar el llargmetratge La Femme la plus assassinée du monde de Frank Ribière, inspirat en el personatge de la mateixa Paula Maxa a la qual va donar vida l'actriu francesa Anna Mouglalis. També van participar en la pel·lícula els actors Niels Schneider, André Wilms, Michel Fau y Jean-Michel Balthazar.